# Apostolska nunciatura v Boliviji
Apostolska nunciatura v Boliviji je diplomatsko prestavništvo (veleposlaništvo) Svetega sedeža v Boliviji, ki ima sedež v La Pazu; ustanovljena je bila 26. junija 1925.
Trenutni apostolski nuncij je Angelo Accattino.

## Seznam apostolskih nuncijev
- Carlo Chiarlo (26. junij 1925–7. januar 1932)
- Luigi Centoz (28. januar 1932–14. september 1936)
- Federico Lunardi (16. november 1936–31. oktober 1938)
- Giuseppe Burzio (2. maj 1946–18. december 1950)
- Sergio Pignedoli (22. december 1950–19. oktober 1954)
- Umberto Mozzoni (13. november 1954–20. september 1958)
- Carmine Rocco (19. januar 1959–16. september 1967)
- Giovanni Gravelli (24. december 1967–12. julij 1973)
- Giuseppe Laigueglia (3. avgust 1973–20. januar 1979)
- Alfio Rapisarda (22. april 1979–29. januar 1985)
- Santos Abril y Castelló (29. april 1985–2. oktober 1989)
- Giovanni Tonucci (21. oktober 1989–9. marec 1996)
- Rino Passigato (18. marec 1996–17. julij 1999)
- Józef Wesolowski (3. november 1999–16. februar 2002)
- Ivo Scapolo (26. marec 2002–17. januar 2008)
- Luciano Suriani (22. februar 2008–21. november 2008)
- Giambattista Diquattro (21. november 2008–21. januar 2017)
- Angelo Accattino (12. september 2017–danes)